# 世貿科特蘭車站
世貿科特蘭車站（英語：WTC Cortlandt station），又稱科特蘭街-世界貿易中心車站，在牆壁上以「世界貿易中心」顯示，過去分別稱為「科特蘭街」及「科特蘭街-世界貿易中心」，是美國紐約地鐵IRT百老匯-第七大道線在曼哈頓下城的一個地鐵站。此站位於格林尼治街與科特蘭街的交界，鄰近世界貿易中心，任何時候都設有1號線列車服務。
原初的科特蘭街車站由跨區捷運公司（IRT）興建，並在1918年啟用。車站在1960年代原初的世界貿易中心興建時進行翻新。當時車站位於科特蘭街地面的一部分需要拆除以便興建世界貿易中心。科特蘭街車站在九一一襲擊事件中嚴重損壞並曾暫停營運。雖然百老匯-第七大道線在2002年就恢復運行，但車站的重建一直拖延至2015年，紐約與新澤西港務局需要首先興建此站正下方的港務局跨河車站才可施工。經過1.58億美元重建，科特蘭街車站在2018年9月8日以「世貿科特蘭」的名義重新啟用。
車站與PATH的世界貿易中心車站連接，同時亦可進行出站以行人通道前往福爾頓轉運中心。

## 車站結構
|  |  |  |  |  |  |  |

|  |  |  |  |  |  |  |

|  |  |  |  |  |  |  |

|  |  |  |  |  |  |  |

|  |  |  |  |  |  |  |

|  |  |  |  |  |  |  |  |

|  |  |  |  |  |  |  |  |  |  |

|  |  |  |  |  |  |  |

|  |  |  |  |  |  |  |

|  |  |  |  |  |  |  |  |  |

|  |  |  |  |  |  |  |

|  |  |  |  |  |  |  |  |  |

|  |  |  |  |  |  |  |  |  |

|  |  |  |  |  |  |  |

|  |  |  |  |  |  |  |

|  |  |  |  |  |  |  |

|  |  |  |  |  |  |  |

|  |  |  |  |  |  |  |

|  |  |  |  |  |  |  |  |

|  |  |  |  |  |  |  |  |  |  |

|  |  |  |  |  |  |  |

|  |  |  |  |  |  |  |

|  |  |  |  |  |  |  |  |  |

|  |  |  |  |  |  |  |

|  |  |  |  |  |  |  |  |  |

|  |  |  |  |  |  |  |  |  |

| G                 | 街道層                                                   | 維西街、西百老匯、格林尼治街、九一一紀念博物館                                                      |
| B1 上層大堂       | 側式月台，右側開門                                       | 側式月台，右側開門                                                                                  |
| B1 上層大堂       | 百老匯北行                                               | 往森林小丘-71大道（市政府） · 平日（ 深夜）往迪特馬斯林蔭路（市政府）                               |
| B1 上層大堂       | 百老匯南行                                               | 往灣脊區-95街（雷克托街） · 平日往白廳街-南碼頭（雷克托街） · 深夜往康尼島-斯提威爾大道（雷克托街） |
| B1 上層大堂       | 側式月台，右側開門                                       | |
| B1 上層大堂       | 露台                                                     | 西田世界貿易中心、升降機、扶手電梯及往下層大堂樓梯                                                  |
| B1 上層大堂       | 側式月台，右側開門                                       | |
| B1 上層大堂       | 第七大道北行                                             | 往范科特蘭公園-242街（錢伯斯街）                                                                    |
| B1 上層大堂       | 第七大道南行                                             | 往南碼頭（雷克托街）                                                                                |
| B1 上層大堂       | 側式月台，右側開門                                       | |
| B1 上層大堂       | 西大堂露台                                               | 商店，往布魯克菲爾德廣場                                                                            |
| B2 下層大堂       | 地鐵行人通道                                             | 線停靠錢伯斯街-世界貿易中心 線途經福爾頓轉運中心                                                    |
| B2 下層大堂       | 地鐵下通道                                               | MetroCard售票機、閘機及往百老匯線月台入口                                                           |
| B2 下層大堂       | 西田世界貿易中心                                         | 商店及攤擋                                                                                          |
| B2 下層大堂       | 地鐵下通道                                               | MetroCard售票機、閘機及往第七大道線月台入口                                                         |
| B3 夾層           | PATH收費區                                               | MetroCard/SmartLink售票機，往PATH月台                                                               |
| B3 夾層           | 西大堂                                                   | 商店，往布魯克菲爾德廣場                                                                            |
| B4 PATH月台       |                                                          | |
| 1號軌道           | 霍博肯－世界貿易中心線（僅繁忙時段）往霍博肯（交易廣場） | |
| 島式月台（A月台） |                                                          | |
| 2號軌道           | 霍博肯－世界貿易中心線往霍博肯（交易廣場）               | |
| 島式月台（B月台） |                                                          | |
| 3號軌道           | 霍博肯－世界貿易中心線 往霍博肯（交易廣場）              | |
| 4號軌道           | 紐瓦克－世界貿易中心線 往紐瓦克（交易廣場）              | |
| 島式月台（C月台） |                                                          | |
| 5號軌道           | 紐瓦克－世界貿易中心線 往紐瓦克（交易廣場）              | |
| 側式月台（D月台） |                                                          | |

車站原初位於科特蘭街及格林尼治街地下，曼哈頓下城一個外號「無線電高台」的地方，該處街道有許多電子儀器販賣。該站設有標準的兩個側式月台和兩條軌道。車站1965年第一次翻新前，月台牆壁上曾經有由斯奎爾·J·維克斯設計、描繪船隻的馬賽克裝飾。紅色的工字樑柱在兩個月台排開，每隔一柱就有標準的黑底白字的站名牌，交替顯示「科特蘭街」和「世界貿易中心」。

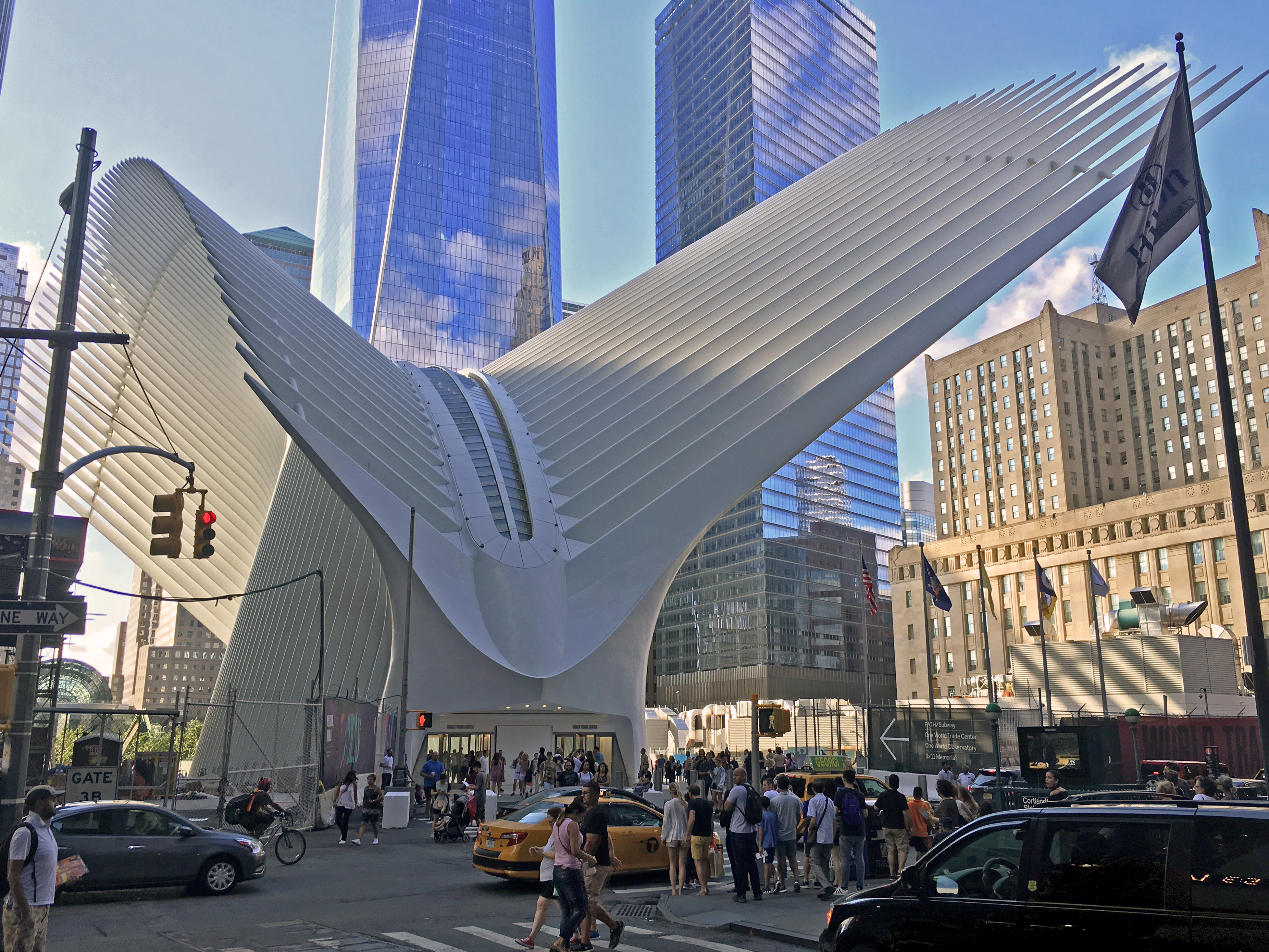
世貿交通樞紐

重建的車站位於格林尼治街地下，與原初車站相同。車站繼承了雙軌雙側式月台的配置，位於地面以下20英尺（6.1）。軌道之間仍有樑柱，但車站北端跨過世界貿易中心交通樞紐的位置則沒有。兩個月台在車站北端、樞紐以北的位置也設有一條下通道連通。月台現時設有灰色的工字樑柱，每隔一柱就有「世貿科特蘭」的站名牌。「世界貿易中心」的站名牌則安裝在車站牆壁上。車站也設有空調系統。
2018年在此站以100萬美元裝設名為CHORUS的藝術品，由安·漢密爾頓製作，面積4350平方呎以編織為主題的藝術品。這個藝術品包括若干文件內的著名語錄，包括世界人權宣言及美國獨立宣言的名言，雕刻在車站牆壁上。

### 出口
重建的車站與錢伯斯街-世界貿易中心／公園廣場／科特蘭街車站以及世界貿易中心的PATH車站連結，都是世界貿易中心交通樞紐的一部分。世貿科特蘭車站在世界貿易中心樞紐站廳（又名眼睛）以西。由世界貿易中心交通樞紐進入一共有4個出口。軌道下方設兩個夾層，分別位於車站南北兩端，並可轉乘PATH列車。北夾層可通往兩個月台，而南夾層只連往南行月台。眼睛大廈上層陽台往上城月台還有額外的出口，南大堂亦然，可連往世界貿易中心三號大樓。乘客可以出站經世貿樞紐前往福爾頓轉運中心轉乘。
南行月台設有兩個出口直通地面。第一個是在月台最北端，設有升降機和樓梯到維西街，另一個是在車站最南端往科特蘭路的一對樓梯。車站可透過維西街的升降機無障礙通行，亦可透過世界貿易中心交通樞紐現有的升降機通行。車站還設有額外的升降機由月台到達下通道。
在911事件以前，車站的全天候入口位於車站北端維西街和西百老匯的交界，設有一系列閘機和一部全高式轉棍閘機。這個出口的詢問處在2007年車站最後拆除前仍然存在。往世界貿易中心大堂的入口包括各月台中央設有全高式轉棍閘機，並只在平日早上6時40分至晚上10時開放。車站的南端設有通過世界貿易中心四號大樓往自由街的出口。